# Château de Lezergué
Le château de Lezergué est un édifice situé à Ergué-Gabéric en France.

## Localisation
Le château est situé sur le territoire de la commune d'Ergué-Gabéric, au lieu-dit Lezergué, dans le département du Finistère en région Bretagne.

## Description
Le château présente une grande façade en granit, à deux étages, flanquée de deux pavillons couronnés par des frontons circulaires portant des écussons. À l'intérieur, escalier à deux voûtes plates. Certaines pièces laissent penser que l'édifice n'a jamais été achevé (absence d'enduits et de peintures, boiseries non traitées).

## Historique
Le château est inscrit au titre des monuments historiques par arrêté du 9 décembre 1929.

## Galerie

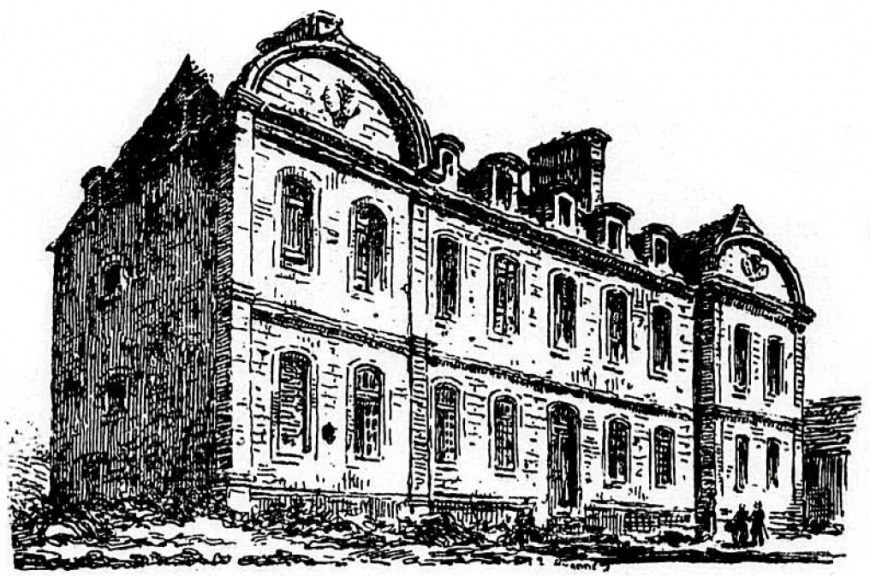
Dessin de Louis Le Guennec (1929).